# Oreoneta mongolica
Oreoneta mongolica là một loài nhện trong họ Linyphiidae.
Loài này thuộc chi Oreoneta. Oreoneta mongolica được Jörg Wunderlich miêu tả năm 1995.